# Свети Климент Охридски (Скопие)
Вижте пояснителната страница за други значения на Свети Климент Охридски.
„Свети Климент Охридски“ (на македонска литературна норма: Свети Климент Охридски) е православна църква в Скопие, Северна Македония, която e катедрален (съборен) храм на Македонската православна църква – Охридска архиепископия.

## История
Строителството на катедралния храм започва през 1972 година по проект на архитект Славко Брезовски. Църквата е осветена на 12 август 1990 година по случай 1150-годишнината от рождението на нейния патрон – Свети Климент Охридски.

## Описание
Сградата на църквата е тип ротонда, с размери 36 на 36 m, изградена само от куполи и сводове. Църквата е посветена на Св. Климент Охридски, а тази под нея на Света Богородица. Една от олтарните части на катедралата е посветена на император Константин и неговата майка Елена, друга на Свети великомъченик Мина. Иконите на иконостаса са дело на Георги Даневски и Спасе Спировски, а стенописите са изрисувани от Йован Петров и негови сътрудници.